# Drosophila ambochila
Drosophila ambochila är en tvåvingeart som beskrevs av Elmo Hardy och Kenneth Y. Kaneshiro 1971. Drosophila ambochila ingår i släktet Drosophila och familjen daggflugor.
Artens utbredningsområde är Hawaii.